# Perozes (general)
Perozes (em grego: Περόζης; romaniz.: Perózēs; em persa médio: 𐭯𐭩𐭫𐭥𐭰; romaniz.: Pērōz) foi um general do Império Sassânida do século VI, ativo durante o reinado do xainxá Cavades I (r. 488–496; 499–531). 

## Nome
Perozes (Περόζης / Περώζης, Perózēs / Perṓzēs) é a forma grega do persa médio Peroz (𐭯𐭩𐭫𐭥𐭰, Pērōz), "Vitorioso", que derivou do persa antigo Pariauja (*Pariaujah; de *pari, "em torno", e *aujah, "força, poder"). Foi registrado em parta como Peroze (Pērōž), em persa novo como Piruz (پیروز, Pīrūz), em árabe Firuz (فَيْرُوز, Fīrūz), em georgiano como Peroze / Peroz (em georgiano: პეროჟ / პეროზ; romaniz.: Pʼerož / Pʼeroz) e em armênio como Peroz (Պերոզ).

## Vida

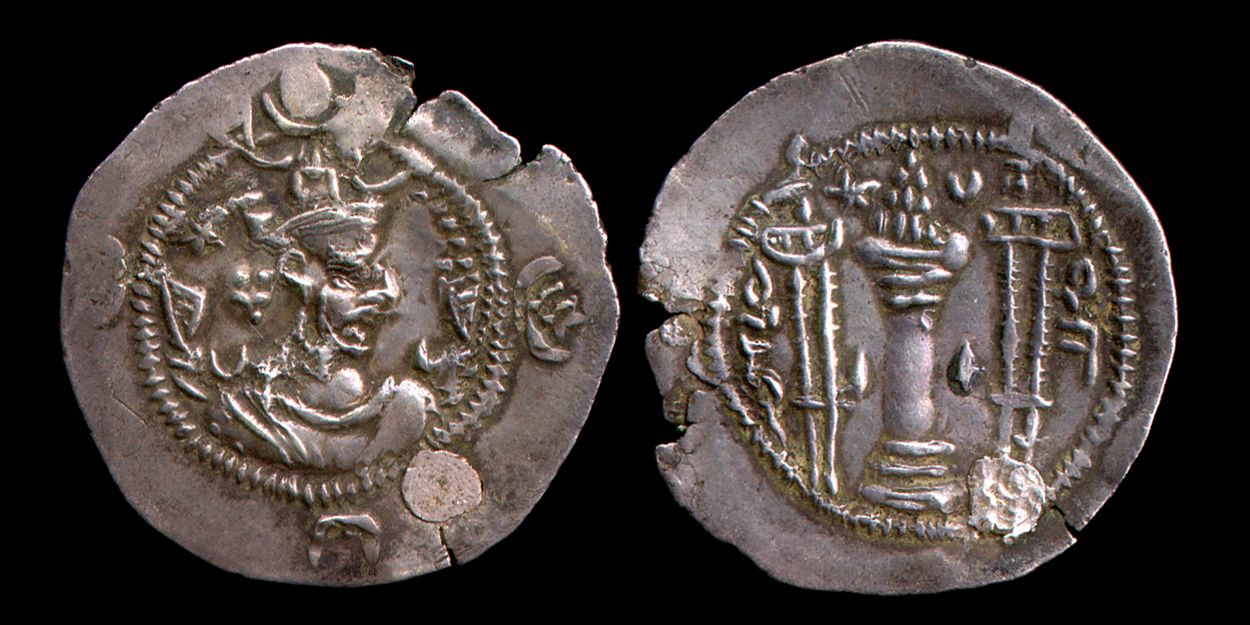
Dracma de (r. 488–496; 499–531)

As origens de Perozes são imprecisas. De acordo com Procópio de Cesareia (I.13.16), detinha o título de "Mirranes", o que implica que pertencia à Casa de Mirranes, uma das sete grandes casas partas do Império Sassânida. No contexto da Guerra Ibérica (526–532) com o Império Bizantino, opôs-se às tropas bizantinas lideradas pelo general Belisário na Batalha de Dara de 530. Após sua derrota em Dara, caiu em desgraça com o xainxá Cavades I (r. 488–496; 499–531). Nada mais se sabe de sua vida. Pode, contudo, ser identificado com o Mirranes que, de acordo com Procópio (II.2.19), tentou sitiar Dara anos antes, durante a Guerra Anastácia (502–506).